# Eurycryptus unicolor
Eurycryptus unicolor là một loài tò vò trong họ Ichneumonidae.